# Ružić (Kroatien)
Ružić ist eine Gemeinde in Kroatien und gehört zur Gespanschaft Šibenik-Knin.
Ružić befindet sich nordnordwestlich von der Stadt Split. Der Berg Svilaja liegt direkt bei  Ružić. Das Gemeindegebiet umfasst 161 Quadratkilometer. Die Gemeinde besteht aus 9 Ortsteilen: Baljci, Čavoglave, Gradac, Kljake, Mirlović Polje, Moseć, Otavice, Ružić und Umljanović.
Die Gemeinde Ružić hat 1283 Einwohner (Volkszählung 2021). Davon lebten mit 275 am meisten in Gradac, welches gleichzeitig auch der Hauptort bildet.